# Gornji Bogićevci
Gornji Bogićevci su općina u Hrvatskoj. Nalazi se u Brodsko-posavskoj županiji.

## Zemljopis
Općina je smještena u jugozapadnom dijelu istočne Hrvatske.

## Stanovništvo
Po popisu stanovništva iz 2001. godine, općina Gornji Bogićevci imala je 2319 stanovnika, raspoređenih u 6 naselja:
- Dubovac – 440
- Gornji Bogićevci – 764
- Kosovac – 289
- Ratkovac – 275
- Smrtić – 338
- Trnava – 213

#### Nacionalni sastav
- Hrvati – 2014
- Srbi – 250
- Česi – 10
- Ukrajinci – 2
- Poljaci – 2
- Slovenci – 2
- ostali – 10
- neizjašnjeni – 17
- nepoznato – 12

| broj stanovnika | 1352  | 1486  | 1432  | 1921  | 2202  | 2628  | 2872  | 3339  | 2920  | 2919  | 3142  | 3217  | 3095  | 2900  | 2319  | 1975  | 1428  |
|                 | 1857. | 1869. | 1880. | 1890. | 1900. | 1910. | 1921. | 1931. | 1948. | 1953. | 1961. | 1971. | 1981. | 1991. | 2001. | 2011. | 2021. |

| broj stanovnika | 412   | 481   | 436   | 556   | 577   | 641   | 726   | 814   | 834   | 824   | 912   | 916   | 893   | 881   | 764   | 699   | 538   |
|                 | 1857. | 1869. | 1880. | 1890. | 1900. | 1910. | 1921. | 1931. | 1948. | 1953. | 1961. | 1971. | 1981. | 1991. | 2001. | 2011. | 2021. |

## Uprava
- Dan općine obilježava se na duhovski ponedjeljak.

## Gospodarstvo
- Industrijska zona "Brezine"

## Poznate osobe
- Grigor Vitez,  hrvatski pisac rođen u Kosovcu gdje je i sahranjen.
- Slavko Kesar – Braco – profesionalni glazbenik 30 godina,[4] basist Riječke grupe 777 i stručnjak za ton[5]

Iznimni doprinos u osnivanju Hrvatske glazbene unije, rođen u Gornjim Bogićevcima, živi u Rijeci – Kastav

## Spomenici i znamenitosti
- Crkva Duha Svetoga
- Grob pjesnika Grigora Viteza

## Obrazovanje
Područna škola Gornji Bogićevci

## Kultura
- Knjižnica i čitaonica "Grigor Vitez"
- KUD "Starča" Gornji Bogićevci[6]

## Šport
- NK Sloboda Gornji Bogićevci